# Pointe Cole
La pointe Cole est un cap situé au sud de l'île Dean et qui s'avance dans l'océan Austral vers la côte septentrionale de la terre Marie Byrd, en Antarctique occidental. Elle fait face à la limite entre la côte de Hobbs vers l'ouest et la côte de Bakutis vers l'est. Elle a été baptisée en l'honneur du militaire américain Lawrence M. Cole.